# Poloneses op. 40 (Chopin)

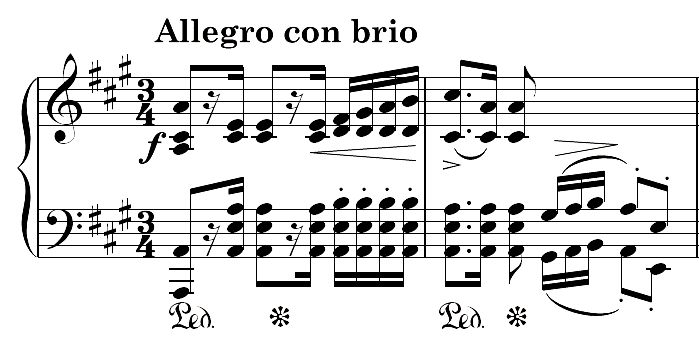
Inici de la "Polonesa op. 40, núm. 1, en la major"

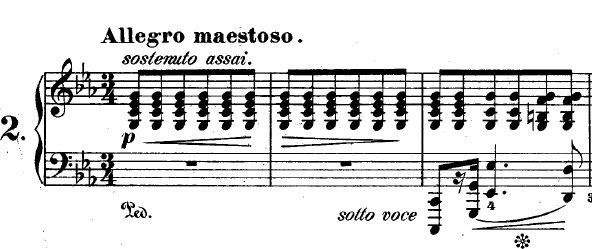
Inici de la "Polonesa op. 40, núm. 2, en do menor"

Les Poloneses op. 40 són dues composicions per a piano sol de Frédéric Chopin escrites el 1838, durant la seva estada a Mallorca i publicades el 1840. La núm. 1, anomenada Polonesa militar, està en la tonalitat de la major i la núm. 2, en do menor. Anton Rubinstein va assenyalar que, respectivament, la núm. 1 corresponen a la glòria de Polònia i la núm. 2, a la tragèdia del país. La Polonesa op. 53 (heroica) està molt influenciada per aquesta obra, i la introducció és similar.

## Curiositats
Al començament de la Segona Guerra Mundial, pel setembre de 1939, durant la invasió de Polònia per l'exèrcit alemany, la ràdio polonesa va emetre cada dia aquestes peces com a protesta nacionalista i per unir el poble polonès. Els nazis van prohibir més tard les representacions públiques de Chopin i van destruir el principal monument al compositor existent a Varsòvia: una escultura de Chopin assegut sota un arbre, que havia estat erigida el 1926 a l'entrada del Parc Łazienki.
En la tercera Temporada, de Futurama, en l'episodi 20, Bender interpreta la Polonesa en do menor en un piano en miniatura mentre flota per l'espai.